# 莫拉利纳
莫拉利纳，是西班牙卡斯蒂利亚-莱昂萨莫拉省的一个市镇。 总面积21平方公里，总人口358人（2001年），人口密度17人/平方公里。